# مسرح نسيب عزيز شاهين

مسرح نسيب عزيز شاهين

مسرح نسيب عزيز شاهين، هومسرح «جامعة بيرزيت» الرئيسي، وقد افتتح في 16 كانون الأول 2015، وأطلق عليه اسم نسيب عزيز شاهين لإسهاماته في دعم الجامعة. تقام في المسرح الأنشطة الرئيسية من فعاليات فنية وثقافية ومؤتمرات وحفل التخريج السنوي، ومهرجان ليالي بيرزيت.

## المسرح
يقع المسرح في الطرف الشمالي الشرقي من حرم الجامعة، بجانب كلية تكنولوجيا المعلومات، ويتكون من قاعة كبيرة مدرجة بعرض 23 مترا وارتفاع يتراوح بين 10 إلى 15 مترا، وتتسع قاعته لـ862 شخصا (516 في القسم الامامي و 144 في القسم الخلفي و202 في الشرفة)، كما يمكن استيعاب 100 شخص اضافي في البهو المجهز بشاشة عرض. أما خشبة المسرح فتبلغ مساحتها 20 مترا، ويوجد في قسمه الخلفي ثلاث غرف لاستعمال أعضاء الفرق«للتحضير والعروض»، وغرفة خاصة لبيانو متوسط الحجم، ويتضمن المسرح بهوا كبيرا وغرفة خاصة لاستقبال الضيوف الرسميين. كما يشمل طابقا ارضيا يمكن استعماله لاستراحة الفرق المسرحية أو للتدريب، أو لتخزين الادوات والاجهزة المستعملة على المسرح، كما توجد فيه مرافق تسهيلات للأفراد من ذوي الاحتياجات الخاصة.